# Sint-Jan-en-Sint-Niklaaskerk (Nijvel)

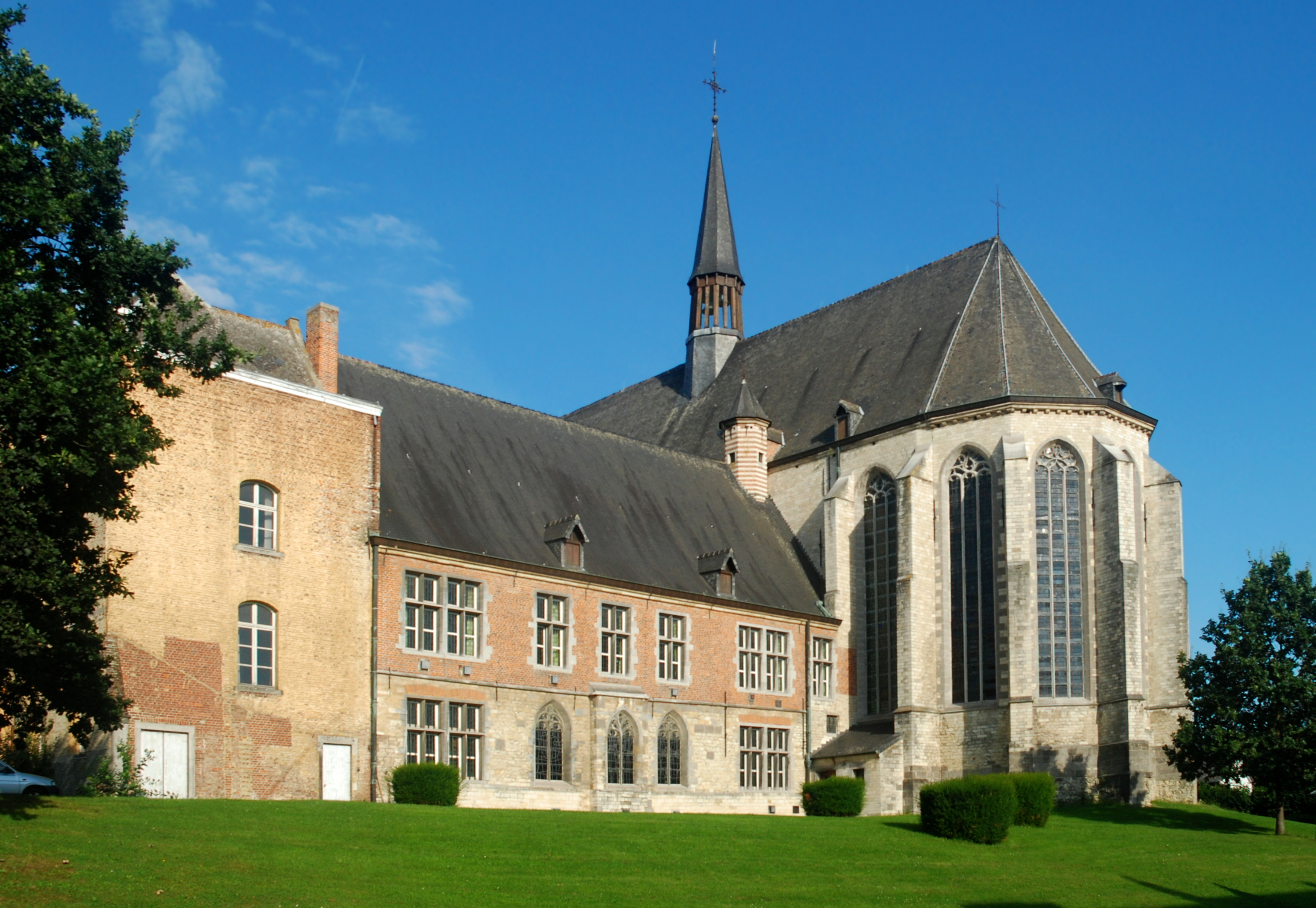
Aanzicht langs de Esplanade du Souvenir

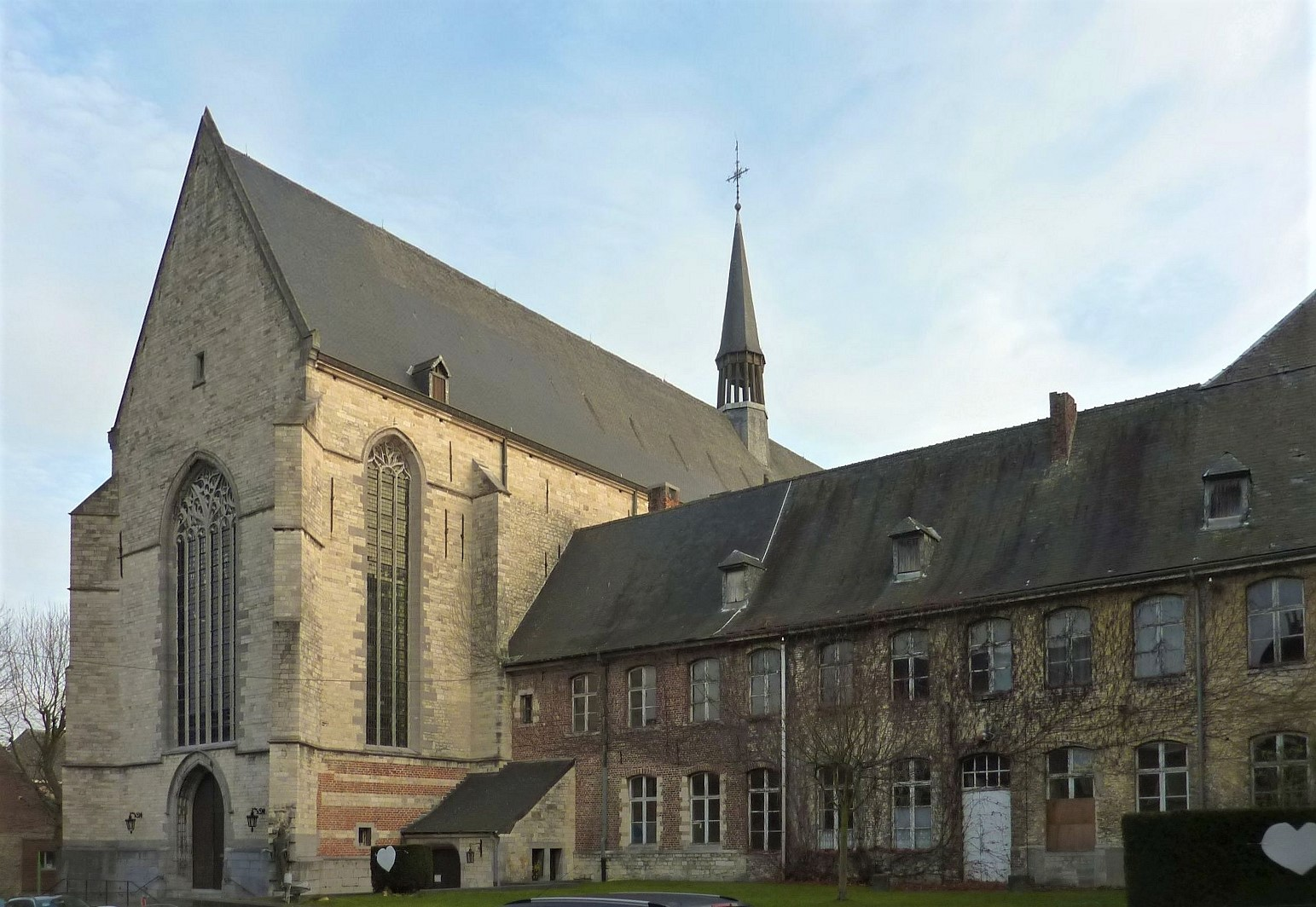
Voorgevel van de kerk en kloosterpand

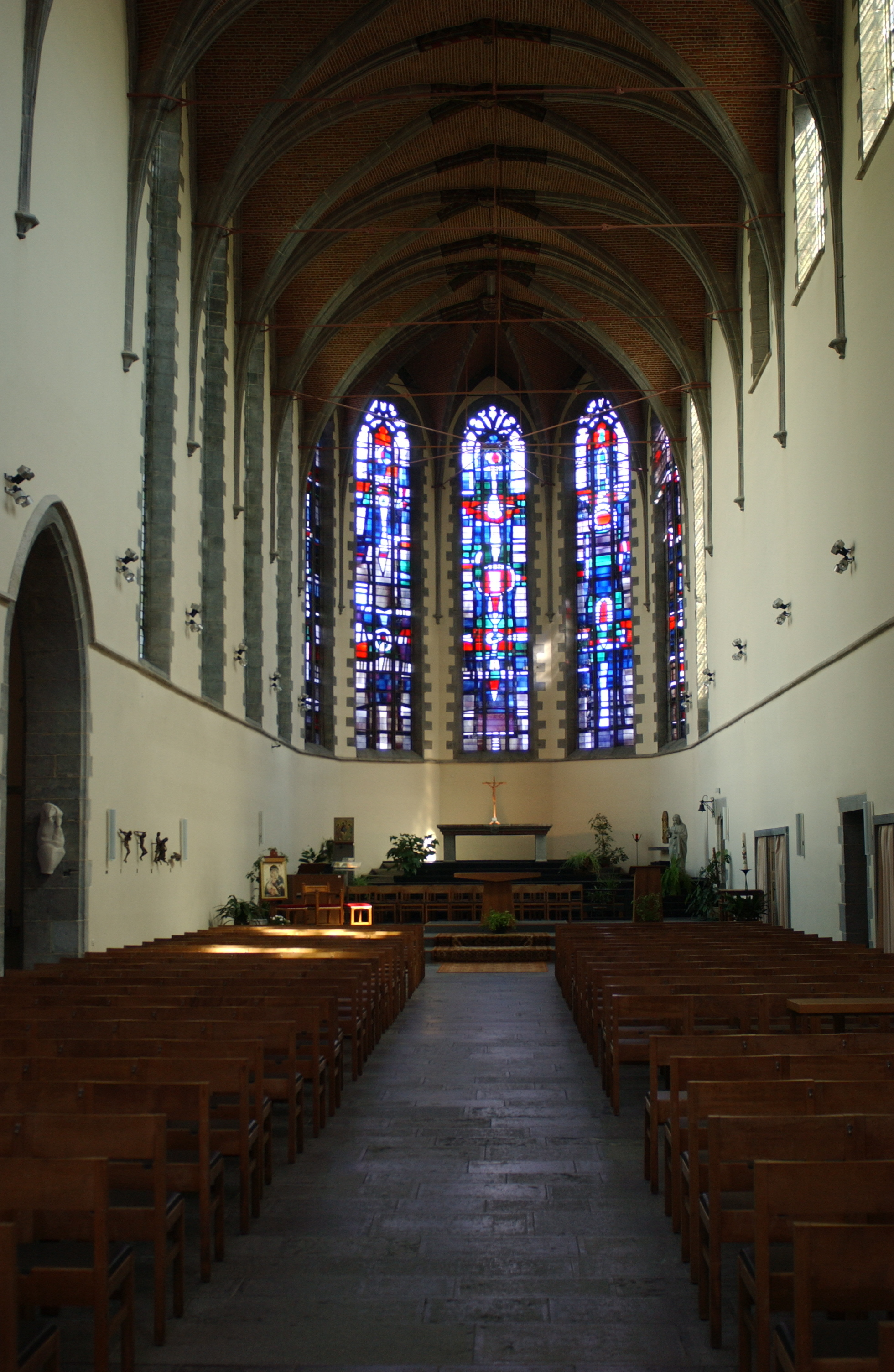
Interieur

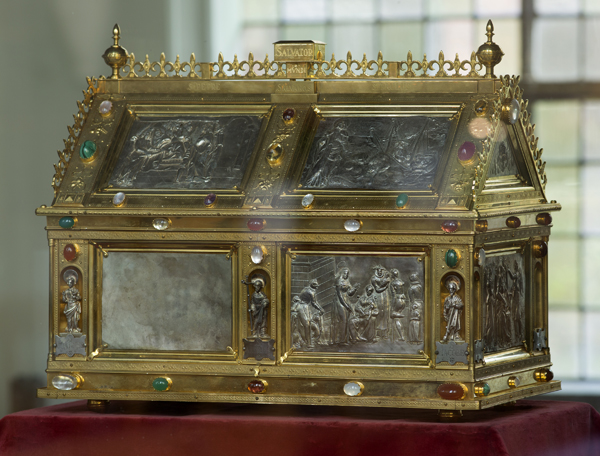
Het reliekschrijn van Maria van Oignies (1608), toegeschreven aan Henri Libert

De Sint-Jan-en-Sint-Niklaaskerk (Frans: Église Saints-Jean-l'Évangéliste-et-Nicolas) is een katholieke parochiekerk in de Waals-Brabantse stad Nijvel, die eerder bijna zes eeuwen lang de kloosterkerk van de recolletten is geweest. De herbestemming gebeurde in de jaren 1960, nadat de oorspronkelijke   parochiekerk gewijd aan Sint-Jan de Evangelist en Sint-Nicolaas was vernietigd in het bombardement van 1940. Het laatgotische gebouw uit de 16e eeuw heeft de typische sobere minderbroedersarchitectuur. Het is sinds 1936 een beschermd monument.

## Geschiedenis
Vanuit Keulen werd begin 13e eeuw een gemeenschap van minderbroeders gesticht in Nijvel. De inwijding van hun Sint-Franciscuskerk vond plaats in 1248. In 1523 moesten ze wijken voor de observanten. Met financiering van Margaretha, keizer Karel V, de Egmonts, de Croÿs en andere hoogadellijke families werd de kloosterkerk in 1524-1527 herbouwd. Brusselse calvinisten vernielden de kerk in 1580, maar tegen 1585 was ze gedeeltelijk hersteld en kon ze weer worden ingewijd. Ze viel in 1598 toe aan de recolletten, een nieuwe hervormingsbeweging binnen de franciscanerorde. 
Onder Frans bewind werd het recollettenklooster in 1796 gesloten. De kerk werd het volgende jaar mee verkocht als nationaal goed. Ze deed onder meer dienst als turnzaal en tekenacademie. Het historische gebouw was een van de weinige die werden gespaard door de bombardementen van 1940. De Sint-Jan-en-Sint-Niklaaskerk was wel verwoest en werd niet meer herbouwd. Deze parochiekerk werd vervangen door de vroegere recollettenkerk, die ook haar naam overnam. Ze was in 1960-1967 gerestaureerd door de architecten S. Brigode en W. Hanse. Door deze opvolging werd het prachtige reliekschrijn van Maria van Oignies, gemaakt in 1608 door de edelsmid Henri Libert, overgebracht naar de kersverse parochiekerk. Het was een deel van de kerkschat van Oignies dat in 1817 door Georges Pierlot was geschonken aan de oorspronkelijke Sint-Jan-en-Sint-Niklaaskerk.

## Beschrijving
Het betreft een eenbeukige kerk van ongeveer zestig meter lang. Het vijfhoekige koor is even breed als het schip. De hoge slanke brandglasramen zorgen voor overvloedige lichtinval. Hun maaswerk is haast het enige ornament. Samen met de steunberen ritmeren ze de gevels, enkel onderbroken aan de noordkant door een zijkapel. Tegen de zuidkant van de kerk is het klooster aangebouwd, waardoor de spitsboogramen er hoger zitten. Het glas-in-lood dateert van de 20e-eeuwse restauratie. De bakstenen kruisribgewelven dragen sluitstenen waarop de wapens van de Habsburgers prijken. Een achthoekig traptorentje geeft toegang tot de ruimte onder het dakgebinte. Onder de franciscanen had de kerk geen recht op een klokkentoren. De dakruiter is een toevoeging van de restaurateurs.

## Voetnoten
1. ↑  Désiré Laurent, "Notice sur la commune d'Aiseau" in: Documents et rapports de la société archéologique de Charleroi, XXXI, 1909, p. 184